# Mogholistan
 (mars 2015).
Si vous disposez d'ouvrages ou d'articles de référence ou si vous connaissez des sites web de qualité traitant du thème abordé ici, merci de compléter l'article en donnant les références utiles à sa vérifiabilité et en les liant à la section « Notes et références ».

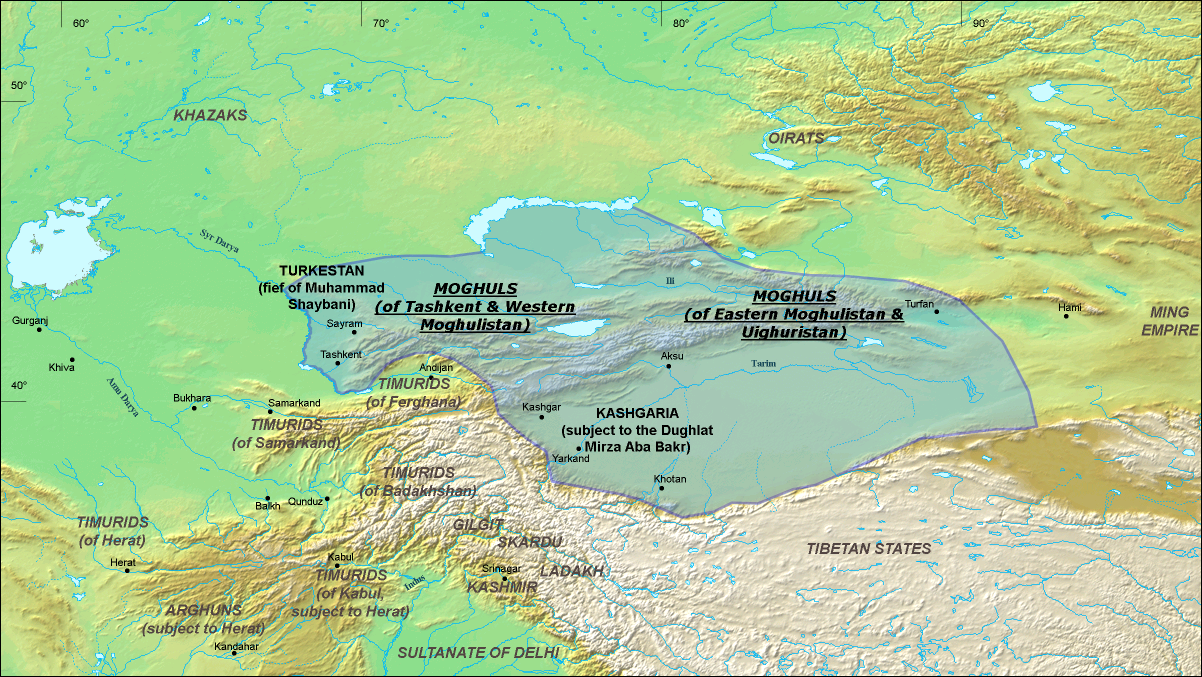
Territoire du Mogholistan en 1490.

Le Mogholistan (« pays des Mongols », en persan) est un khanat formé par la partie est du khanat de Djaghataï lors de la scission de celui-ci en 1334. Il recouvrait globalement la moitié Sud de la région autonome du Xinjiang, parfois appelé Turkestan chinois, et une partie orientale des actuels Kazakhstan, Kirghizistan et Ouzbekistan.
La partie ouest constituait le khanat de Transoxiane. La scission vint de la conversion à l'islam du khan djaghataïde Tarmachirin et créa une Transoxiane musulmane et un Mogholistan bouddhiste.
Les derniers Djaghataïdes, eux-mêmes devenus musulmans, régnèrent sur la plus grande partie du Mogholistan à la fin du XVIe siècle.